# Алехандро Сабелья
Алехандро Сабелья (ісп. Alejandro Sabella, 5 листопада 1954, Буенос-Айрес — 8 грудня 2020) — аргентинський футболіст, що грав на позиції півзахисника. По завершенні ігрової кар'єри — футбольний тренер. Наразі очолює тренерський штаб збірної Аргентини.
Виступав, зокрема, за гранди аргентинського футболу «Рівер Плейт» та «Естудьянтес», вигравши з ними 5 національних чемпіонатів. З останнім клубом Сабаделья також працював і у статусі тренера, привівши команду до чемпіонства в Аргентині та перемоги в Кубку Лібертадорес. Крім того у 1983—1984 роках виступав, а з 2011 по 2014 рік тренував національну збірну Аргентини.

## Клубна кар'єра
Алехандро Сабелья почав займатися в молодіжній школі «Рівер Плейта» на початку 1970-х років. У трохи старшій віковій категорії був його головний конкурент по позиції Норберто Алонсо, який незабаром потрапив в основну команду та швидко завоював місце в основі, тому молодший Себелья не мав достатньо ігрового часу аби реалізувати свій потенціал в перші роки професійної кар'єри. 1975 року «Рівер» вперше за 18 років став чемпіоном Аргентини, а вже рік потому Алонсо перейшов в марсельський «Олімпік», а Сабелья, нарешті, отримав шанс повною мірою проявити себе. Він зіграв ключову роль у перемозі «Рівера» в чемпіонаті країни 1977 року (чемпіонат Метрополітано). Однак Анхель Лабруна, який очолював «Рівер» в ті роки, все ж вирішив відмовитись від послуг гравця після повернення в команду Норберто Алонсо.
Сабелья прийняв пропозицію від англійського клубу «Шеффілд Юнайтед», який до того безуспішно намагався викупити у «Аргентинос Хуніорс» Дієго Марадону. 19 липня 1978 був оформлений трансфер Сабельї в «Шеффілд Юнайтед» за 160 тисяч фунтів стерлінгів. Там він провів два сезони, однак загальний рівень команди був не дуже високим та «Шеффілд» 1979 року вилетів в Третій Дивізіон. Також у керівництва команди були претензії до того, що Сабелья часто захоплювався контролем м'яча і тому забивав не так багато, як від нього очікували. 1980 року був оформлений перехід за 400 тис. фунтів в «Лідс Юнайтед» з Першого дивізіону, де Алекс, як прозвали його в Англії, провів лише сезон.
Одним з найуспішніших етапів в ігровій кар'єрі Шабель стало повернення до Аргентини та виступ за «Естудьянтес» у 1982 — 1985 роках. За цей період Алехандро в складі клубу ще двічі ставав чемпіоном Аргентини, а також вперше був викликаний до національної збірної.
В 1986 — 1987 роках Сабелбя виступав за бразильський «Греміо» та аргентинський «Феррокаріль Оесте».
Завершив професійну ігрову кар'єру у мексиканському клубі «Ірапуато», за який виступав протягом сезону 1988-89 років.

## Виступи за збірну
1983 року дебютував в офіційних матчах у складі національної збірної Аргентини.
У складі збірної був учасником розіграшу Кубка Америки 1983 року у різних країнах, на якому зіграв в усіх чотирьох матчах своєї збірної.
Протягом кар'єри у національній команді, яка тривала усього 2 роки, провів у формі головної команди країни 8 матчів.

## Кар'єра тренера
Розпочав тренерську кар'єру, повернувшись до футболу після невеликої перерви, 1994 року, увійшовши до тренерського штабу Даніеля Пассарелли в національній збірній Аргентини.
В подальшому Сабелья продовжив працювати у тренерському тандемі з Пассарелою як асистент. Далі разом вони працювали в збірній Уругваю, італійській «Пармі», мексиканському «Монтерреї» та бразильському «Корінтіансі». 2006 року вони повернулися в «Рівер Плейт».
15 березня 2009 року Алехандро Сабелья вперше самостійно очолив футбольний клуб — «Естудьянтес». Чудова виступи з ним в Кубку Лібертадорес 2009 увінчалася гостьовою перемогою 2:1 на «Мінейрані» над «Крузейру» у другому фінальному матчі турніру, завдяки чому клуб на чолі з Сабельєю завоював свій четвертий в історії Кубок Лібертадорес, через 39 років після попереднього тріумфу. А вже наступного року «Естудьянтес» під керівництвом Сабельї, виграв своє п'яте чемпіонство Аргентини (Апертура).
3 лютого 2011 року Сабелья подав у відставку з посади тренера «Естудьянтеса»
29 липня року того ж року Алехандро очолив збірну Аргентини, змінивши на цій посаді Серхіо Батісту. Під керівництвом Алехандро збірна виграла групу кваліфікації на чемпіонат світу 2014 року, пробившись на «мундіаль» першою серед південноамериканських збірних.

## Титули і досягнення

### Як гравця
- Чемпіон Аргентини (3):

«Рівер Плейт»: Метрополітано 1975, Насьйональ 1975, Метрополітано 1977
- Чемпіон Аргентини (1):

«Естудьянтес»: Насьйональ 1982, Насьйональ 1983

### Як тренера
- Чемпіон Аргентини (1):

«Естудьянтес»: Апертура 2010
- Володар Кубка Лібертадорес (1):

«Естудьянтес»: 2009
- Віце-чемпіон світу: 2014